# Sancho I Ordóñez

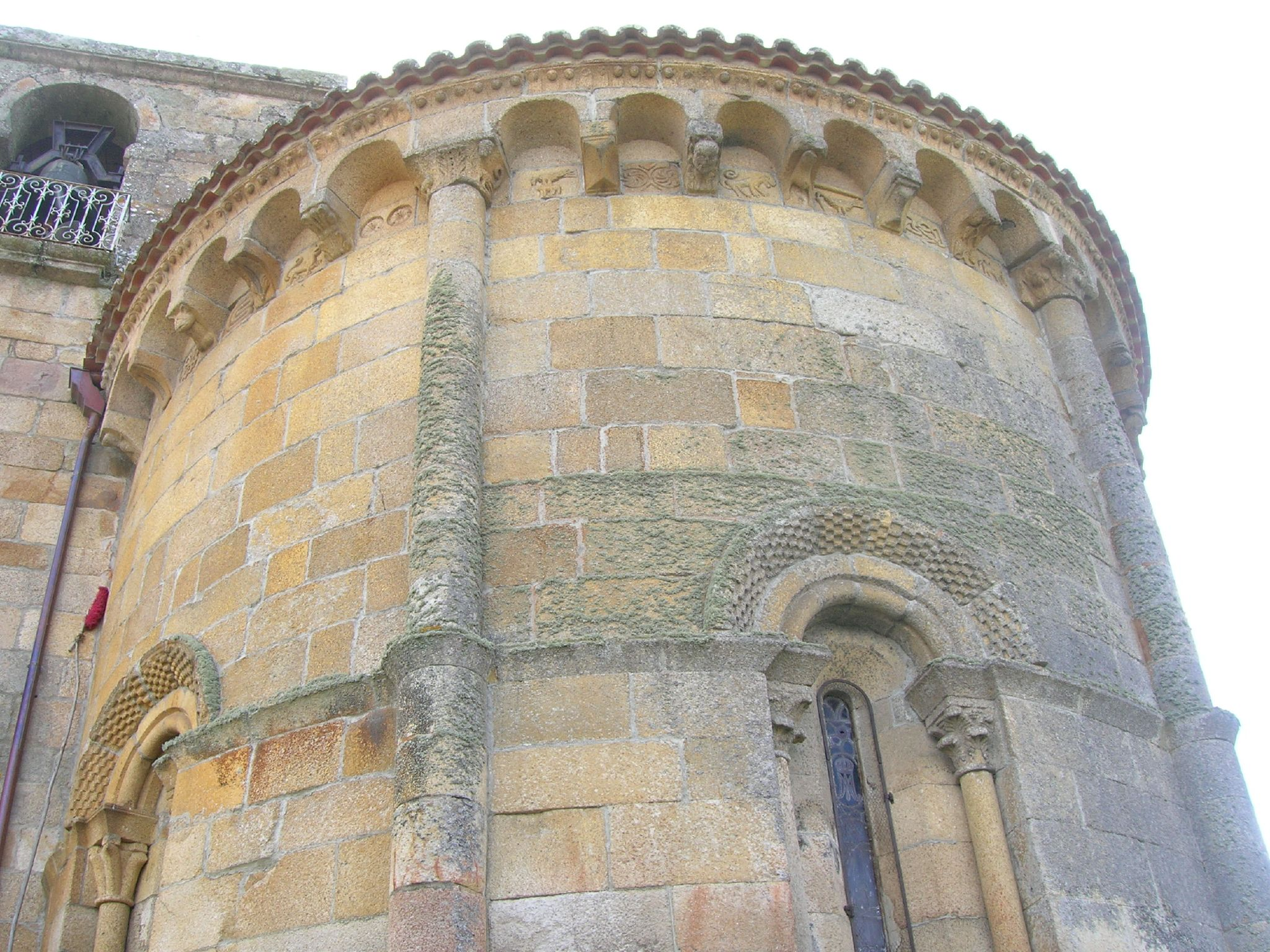
Absyda kościoła w Castrelo de Miño, gdzie pochowano Sancho i jego żonę

Sancho Ordóñez, pisany czasem jako Sancho I Ordóñez (ur. prawdopodobnie ok. 890/893 lub później, zm. po 10 czerwca 929) – król Galicji od 926 do 929 roku.
Był prawdopodobnie najstarszym synem z małżeństwa króla Leónu Ordoño II z Elvirą Menéndez. Miał dwóch młodszych przyrodnich braci, Alfonsa i Ramiro. Po śmierci ich ojca w 924 roku władzę zagarnął jego młodszy brat, król Galicji i Asturii, Fruela II. Tym samym zjednoczył on ziemie, które zostały podzielone między jego a braci (Ordoño II i Garcia I) w 910 przez króla Alfonsa III Wielkiego. Interwencja Frueli naruszyła jednak prawa Ordoñezów do tronu. Gdy po śmierci władcy rok później władzę przejął jego syn Alfonso Froilaz, bracia zbuntowali się przeciw niemu. Uzyskali wsparcie: Nawarry (jej król Sancho I był szwagrem Alfonsa), Portugalii oraz galicyjskiej szlachty (ze względu na małżeństwo Sancha). 12 lutego 926 roku Alfons IV Mnich został obwołany królem terenów odbitych od Alfonso Froilaza. W tym samym roku bracia podzielili się władzą: Sancho zawładnął Galicją, Alfons objął León (od 929 także Galicję), a Ramiro II - niewielkie tereny w pobliżu Coimbry pomiędzy rzekami Miño i Mondego. Prawdopodobnie Alfonso Froilaz aż do śmierci w 932 tytułował się królem Asturii i kontrolował część terenów formalnie należących do Sancha. Król prowadził niezależną od braci politykę, ale utrzymywał dobre stosunki z bratem Alfonsem, który był jego de facto zwierzchnikiem jako król ważniejszego politycznie Leónu. W 926 roku został koronowany na władcę przez Hermenegildo, biskupa Santiago de Compostela, w jego siedzibie. Przed 927 rokiem poślubił Goto Muñoz (ok. 900 - zm. po 964), córkę galicyjskiego szlachcica Muño Gutiérreza i prawnuczkę hrabiego Hermenegildo Gutiérreza, spokrewnioną ze świętym biskupem Rudesindem. Ostatni raz Sancho I pojawia się w dokumentach 10 czerwca 929 roku, dając przywileje monasterowi w Celanova. W dokumentach z 8 sierpnia tego roku w katedrze w Santiago de Compostela przywileje potwierdza już brat, Alfons. Ponieważ Sancho I zmarł bezdzietnie, Alfons przejął jego królestwo i połączył pod swym berłem Galicję i León do 931 roku.

## Pochówek
Sancho I został pochowany w romańskim kościele w Castrelo de Miño, gdzie Goto, wdowa po nim, została przeoryszą. Potwierdza to donacja króla Ramiro II dla klasztoru z 947 roku. Ostatni raz Goto występuje w dokumentach z 1 marca 963 roku, wiadomo, że została pochowana koło męża.